# Settimo problema di Hilbert
In matematica, il settimo problema di Hilbert è uno dei problemi matematici posti da David Hilbert nel 1900. Riguarda l'irrazionalità e la trascendenza di particolari numeri (Irrationalität und Transzendenz bestimmter Zahlen). Il problema è posto in due forme equivalenti:
1. In un triangolo isoscele, se il rapporto tra l'angolo alla base e l'angolo al vertice è algebrico ma non razionale, si può affermare che il rapporto tra base e lato è sempre trascendente?
2. Si può affermare che {\displaystyle a^{b}} è sempre trascendente, per ogni numero algebrico {\displaystyle a\not \in \{0,1\}} e ogni irrazionale algebrico {\displaystyle b}?

Aleksandr Osipovič Gel'fond ha risposto affermativamente alle due domande nel 1934 e  Theodor Schneider ha esteso il suo risultato nel 1935. Il risultato raggiunto è noto come teorema di Gel'fond o teorema di Gel'fond–Schneider. La restrizione a {\displaystyle b} irrazionale è importante, dato che è semplice verificare che {\displaystyle a^{b}} è algebrico per {\displaystyle a} algebrico e {\displaystyle b} razionale. Anche la restrizione a  {\displaystyle b} algebrico è necessaria, in quanto ad esempio se {\displaystyle a=2} e {\displaystyle b={\frac {\ln 3}{\ln 2}}} si ha che {\displaystyle a^{b}=3} che non è trascendente.
Il teorema è stato successivamente esteso da Alan Baker che ha dimostrato un importante risultato riguardante forme lineari in logaritmi.